# Zoque de Chimalpa
Le zoque de Chimalpa, aussi appelé zoque de l’Ouest ou zoque de l’Oaxaca est une langue zoque parlée dans les municipalités de Santa María Chimalapa (en) et San Miguel Chimalapa (en) dans l’État d’Oaxaca au Mexique.

### Autres liens externes
- (en) Fiche langue du zoque de Chimalpa [zoh] dans la base de données linguistique Ethnologue.
- (en) Fiche langue du zoque de Chimalpa [chim1300] dans la base de données linguistique Glottolog.
- (en) Sources d'information traitant du zoque de Chimalpa sur le site de l'OLAC.